# Leonhardshaun
Leonhardshaun ist ein Ortsteil des Marktes Ergoldsbach im niederbayerischen Landkreis Landshut.

## Lage
Der Weiler Leonhardshaun liegt etwa drei Kilometer südöstlich von Ergoldsbach zwischen Martinshaun und Osterhaun, mit dem es bereits zusammengewachsen ist.

## Geschichte
In frühen Aufzeichnungen aus dem 14. Jahrhundert über den Ort Haun wird nicht zwischen Leopoldshaun und Martinshaun unterschieden. 1579 werden auf der Landkarte des Philipp Apian Martinshaun und Leonhardshaun mit ihren Eigenkirchen gezeigt.
1752 bestand Leonhardshaun aus dem Wirtsanwesen und der Wallfahrtskirche. 1849 wird es als Weiler mit zwei Häusern und elf Einwohnern bezeichnet. Am 18. November 1861 brannten das Wirtshaus und der Kirchturm ab, die Kirche wurde durch den Einsatz des Kooperators gerettet.
Leonhardshaun gehörte zur Gemeinde Martinshaun und wurde zusammen mit dieser am 1. Januar 1978 in den Markt Ergoldsbach eingemeindet. Die südlich des Ortes gelegene Golfanlage des Golf-Clubs Leonhardshaun wurde 2010 eröffnet. 

## Sehenswürdigkeiten
- Wallfahrtskirche St. Leonhard. Sie stammt aus dem 15. Jahrhundert und wurde durch Umbauten im 18. Jahrhundert verändert. Die Altäre entstanden um 1740.

## Vereine
- Golf-Club Leonhardshaun e. V., gegründet am 17. August 2009.